# Tom Hiddleston
Thomas William Hiddleston (Westminster, Londres, 9 de fevereiro de 1981) é um ator britânico, conhecido pelo papel de Loki no Multiverso Cinematográfico Marvel. Em 2017 recebeu o Globo de Ouro de melhor ator em minissérie ou filme para a televisão por sua atuação na minissérie The Night Manager. Foi indicado ao Emmy pelo mesmo papel. É embaixador do BFI Academy UK e também da Unicef UK.

## Biografia
Tom nasceu em Westminster, Londres e é filho de Diana Patricia (uma ex-encenadora e administradora artística) e Dr. James Norman Hiddleston (um cientista nascido na Escócia e ex-diretor administrativo da área da biotecnologia). Tem uma irmã mais velha, Sarah, que é jornalista na Índia, e uma irmã mais nova, Emma, que também é atriz.
Hiddleston passou parte da infância em Wimbledon, antes de se mudar para uma pequena cidade perto de Oxford. Tom começou o ensino primário no Windlesham House School, um internato em West Sussex, aos sete anos e transferiu-se para a Dragon School em Oxford.
Aos 13 anos entrou para o Eton College, pouco depois do divórcio dos seus pais. Sobre esta fase da sua vida, Tom disse: "Gosto de pensar que me tornou mais solidário na minha compreensão da fragilidade humana".
Após terminar os estudos em Eton, Tom conseguiu um lugar no Pembroke College da Universidade de Cambridge, onde formou-se em Estudos Clássicos. Depois da universidade, frequentou a Academia Real de Arte Dramática (RADA). Concluiu o curso de representação em 2005.

## Carreira

### Cinema e televisão
Quando ainda estudava em Cambridge, a agente Lorraine Hamilton, da agência Hamilton Hodell, descobriu-o na peça A Streetcar Named Desire e contratou-o. Pouco depois, teve o seu primeiro papel na televisão no telefilme Nicholas Nickleby, de 2001. Antes de terminar o curso, participou ainda nos telefilmes Conspiracy, no papel de Randolph Churchill, o filho de Winston Churchill e The Gathering Storm, ambos produzidos pelos canais BBC e HBO.
Após terminar o curso de representação na RADA, conseguiu o seu primeiro papel no cinema, interpretando Oackley, no primeiro filme de Joanna Hogg, Unrelated. A sua irmã Emma também participa no filme. Tom voltou a trabalhar com Joanna Hogg no filme Archipelago, que protagonizou em 2010.
Os seus primeiros trabalhos em séries televisivas incluem a comédia Suburban Shootout onde interpreta o papel de Bill Hazledin; a série de época Miss Austen Regrets, com o papel de John Plumptre e Return to Cranford, no papel de William Buxton.
Wallander, onde interpreta o Detetive Magnus Martinsson, estreou em 2008. A série baseia-se nos romances da personagem Kurt Wallander, criada pelo escritor sueco Henning Mankell, e é protagonizada por Kenneth Branagh.

Quando Branagh foi escolhido pelos estúdios da Marvel para realizar um filme baseado na personagem de Thor, convidou o seu colega de Wallander para fazer uma audição para a personagem principal. Hiddleston disse: 
"Comecei por fazer uma audição para o papel de Thor. Era para esse papel que me tinham em mente porque sou alto e louro e tenho formação clássica e era essa a visão que tinham para o Thor, queriam que fosse uma personagem clássica. E assim o foi nas minhas audições. Devo isso por inteiro à Marvel e ao fato de estarem completamente recetivos a novas ideias, eles viram algo que acharam interessante. Viram algum temperamento que gostaram." 

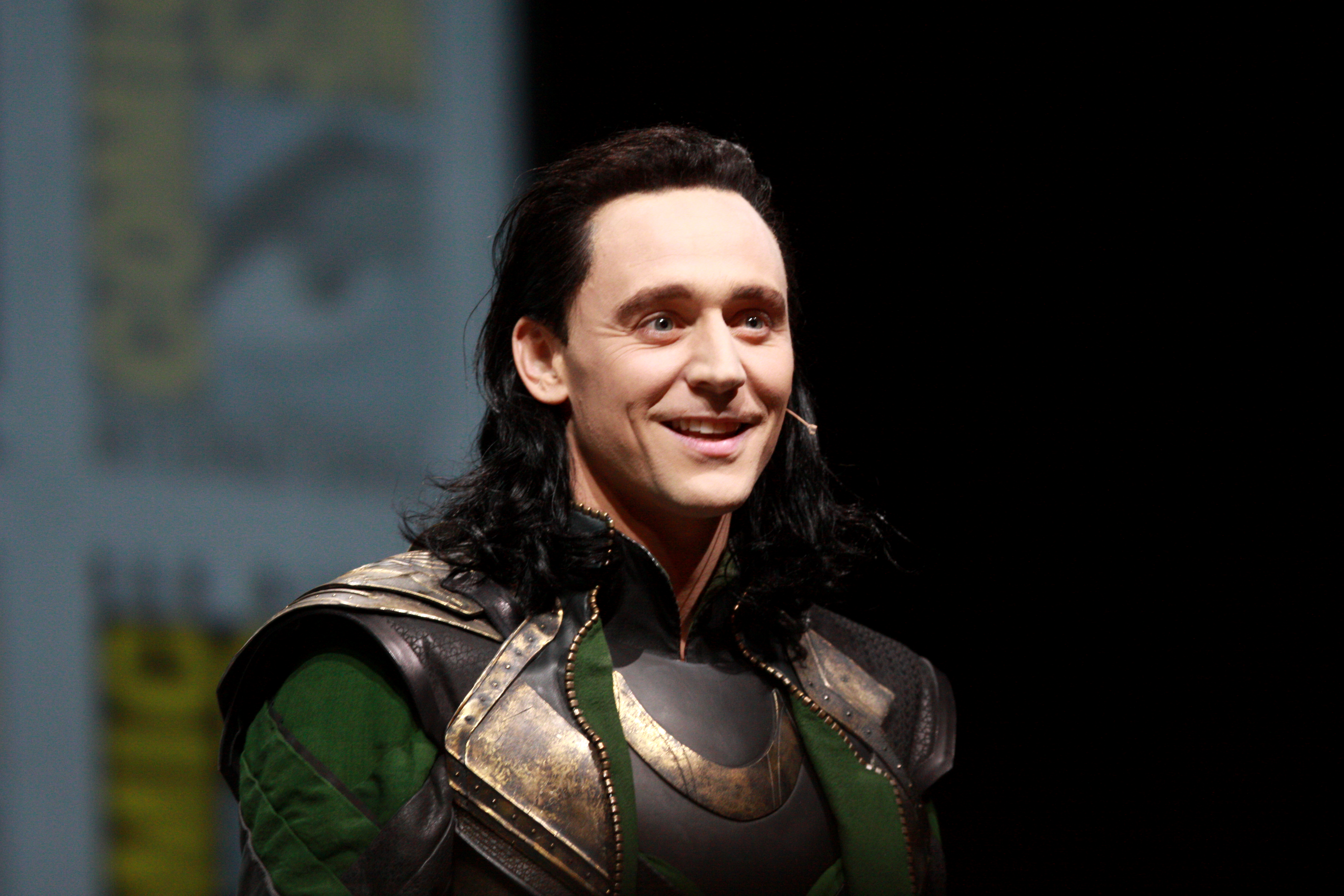
Tom Hiddleston vestido com o seu traje de Loki na Comic Con de 2013

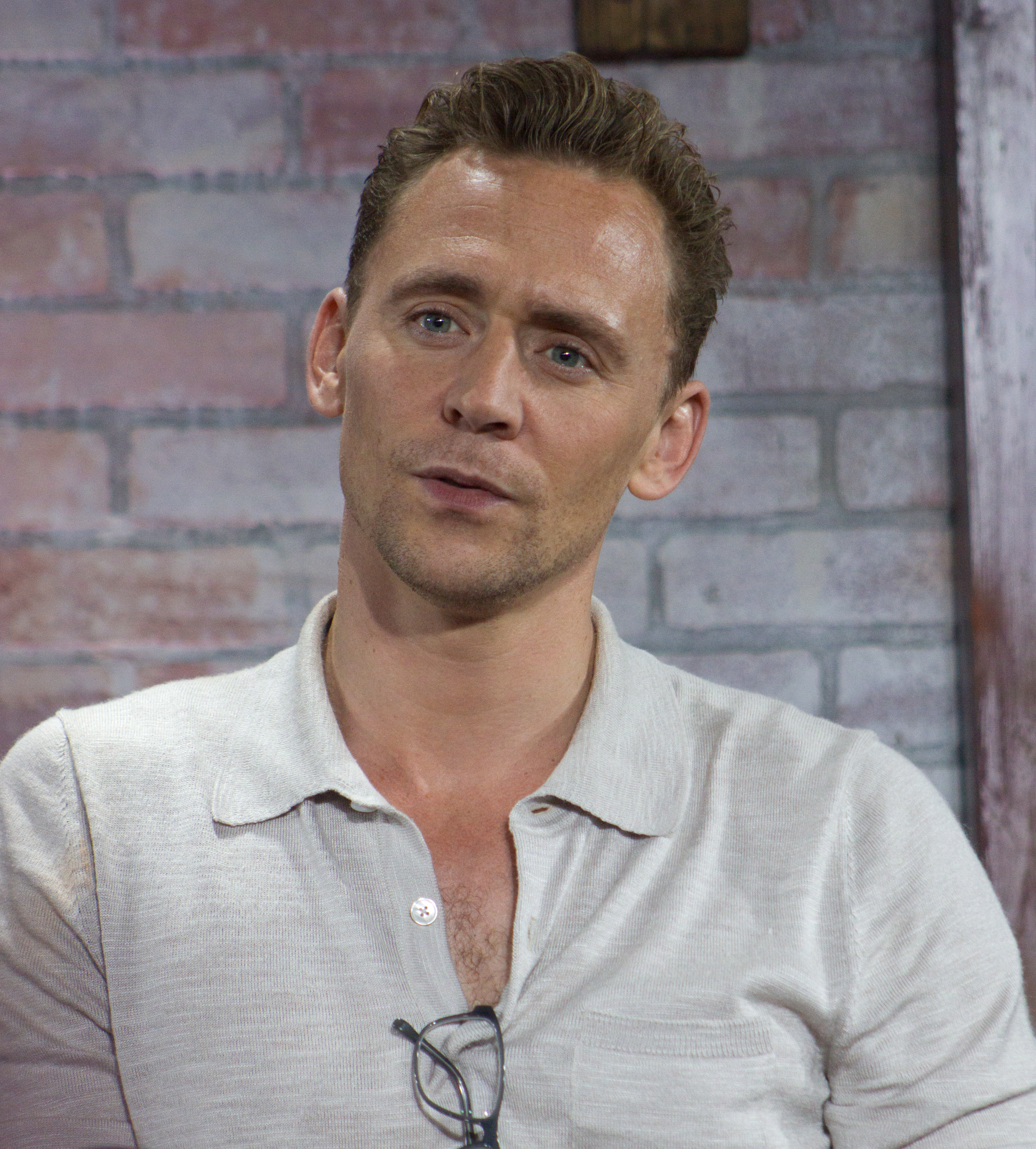
Hiddleston no Nerd HQ em julho de 2016

Os diretores de elenco deram 6 semanas a Tom para fazer exercícios e ganhar músculo. Assim, Tom começou uma dieta rigorosa e ganhou 9 quilos de músculo. No fim, Kenneth Branagh decidiu que Tom tinha mais aptidão para ser o vilão e ofereceu-lhe o papel de Loki. Para se preparar para o papel, Tom praticou capoeira.
Para além de Thor, em 2011 Tom participou no filme Midnight in Paris de Woody Allen no papel de F. Scott Fitzgerald; em War Horse, o filme baseado no romance de Michael Morpurgono e realizado por Steven Spielberg, no papel de Captain Nichols; e no drama The Deep Blue Sea, com Rachel Weisz, no papel de um piloto da força aérea inglesa. Tom voltou a interpretar Loki no filme The Avengers em 2012 e na sequência de Thor, Thor: The Dark World em 2013.
Após o sucesso no cinema, Tom regressou à televisão em 2012 para protagonizar a minissérie The Hollow Crown no papel de Prince Hal e, mais tarde Henrique V. Jeremy Irons também protagoniza a série no papel de Henrique IV. The Hollow Crown é um ciclo de adaptações das obras históricas de William Shakespeare produzido pela BBC.
Em 2013 protagonizou o filme Only Lovers Left Alive de Jim Jarmusch, onde contracenou com Tilda Swinton e Mia Wasikowska. Tom teve participações especiais nas séries de animação Family Guy, Robot Chicken e Rua Sésamo. Em 2014 teve uma pequena participação no filme Muppets Most Wanted, no papel de O Grande Escapo.
Tom Hiddleston substituiu Benedict Cumberbatch no filme de terror gótico realizado por Guillermo del Toro, Crimson Peak, que estreou em 2015. No mesmo ano, Tom protagonizou o filme High Rise, uma adaptação para as telas do romance homónimo realizada por Ben Wheatley; e I Saw the Light, um filme biográfico do cantor de música country Hank Williams.
Em 2016, Tom interpretou o papel de Jonathan Pine na minissérie The Night Manager, baseada no romance de espionagem homónimo de John le Carré. A série foi transmitida pelos canais BBC e AMC e conta com Hugh Laurie e Olivia Colman no elenco. A série teve críticas bastante positivas e valeu-lhe um Globo de Ouro.
Em 2017, protagonizou, com Brie Larson, o filme Kong: Skull Island, passado no universo de King Kong. O filme foi um sucesso comercial, tendo conseguido arrecadar mais de 566 milhões de dólares em receitas de bilheteira em todo o mundo. No mesmo ano, Tom regressou ao seu papel de Loki no terceiro filme de Thor, Thor: Ragnarok. Voltou a interpretar Loki nos filmes Avengers: Infinity War e Avengers: Endgame e na série Loki, transmitida pelo serviço de streaming, Disney +.

### Teatro
Tom Hiddleston fez parte da companhia de teatro Cheek by Jowl e protagonizou as produções The Changeling e Cymbeline. A última valeu-lhe o prémio Olivier na categoria de Melhor Novo Ator numa Peça. No Donmar Warehouse fez o papel de Cassio na peça Othelo, uma versão de Michael Grandage da famosa obra de William Shakespeare que também contou com Chiwetel Ejiofor e Ewan McGregor no elenco. Participou também na peça russa Ivanov onde fez o papel de Lvov e trabalhou mais uma vez com Kenneth Branagh.
Tom fez parte de um projeto de caridade intitulado The Children's Monologues em novembro de 2010. Este projeto consistia numa peça apresentada apenas num dia onde vários atores, incluindo Benedict Cumberbatch, Gemma Arterton, Eddie Redmayne e Rose Byrne, sob encenação de Danny Boyle, dramatizavam histórias escritas por crianças sul-africanas.
Entre 6 de dezembro de 2013 e 13 de fevereiro de 2014 voltou ao Donmar Warehouse para interpretar a personagem principal de Coriolanus uma adaptação da obra de Shakespeare encenada por Josie Rourke.
Em 2019, Tom foi o protagonista, no papel de Robert, da peça Betrayal de Harold Pinter. A peça foi exibida entre 5 de março e 8 de junho desse ano no Harold Pinter Theatre, no West End de Londres, e teve críticas positivas, para além de ter esgotado todos os bilhetes. No mesmo ano, Tom estreou-se na Broadway quando esta peça foi transferida para Nova Iorque. Ali, foi exibida durante 17 semanas no Bernard B. Jacobs Theatre. Os críticos americanos elogiaram o desempenho de Tom. Marilyn Stasio da Variey descreveu o desempenho de Tom como "impressionante a nível físico, para além de complicado a nível emocional". Tom recebeu uma nomeação para os prémios Tony por este papel.

### Narração
Tom narrou o documentário da BBC, Galápagos, no papel de Charles Darwin. Narrou ainda o livro áudio The Red Necklace de Sally Gardner em 2007, o Livro dos Mortos do Antigo Egito do British Museum e os livros de poesia IF Poems e The Love Book. É um dos 89 narradores do documentário Unity, realizado por Shaun Monson.

### Campanha publicitária para a Jaguar

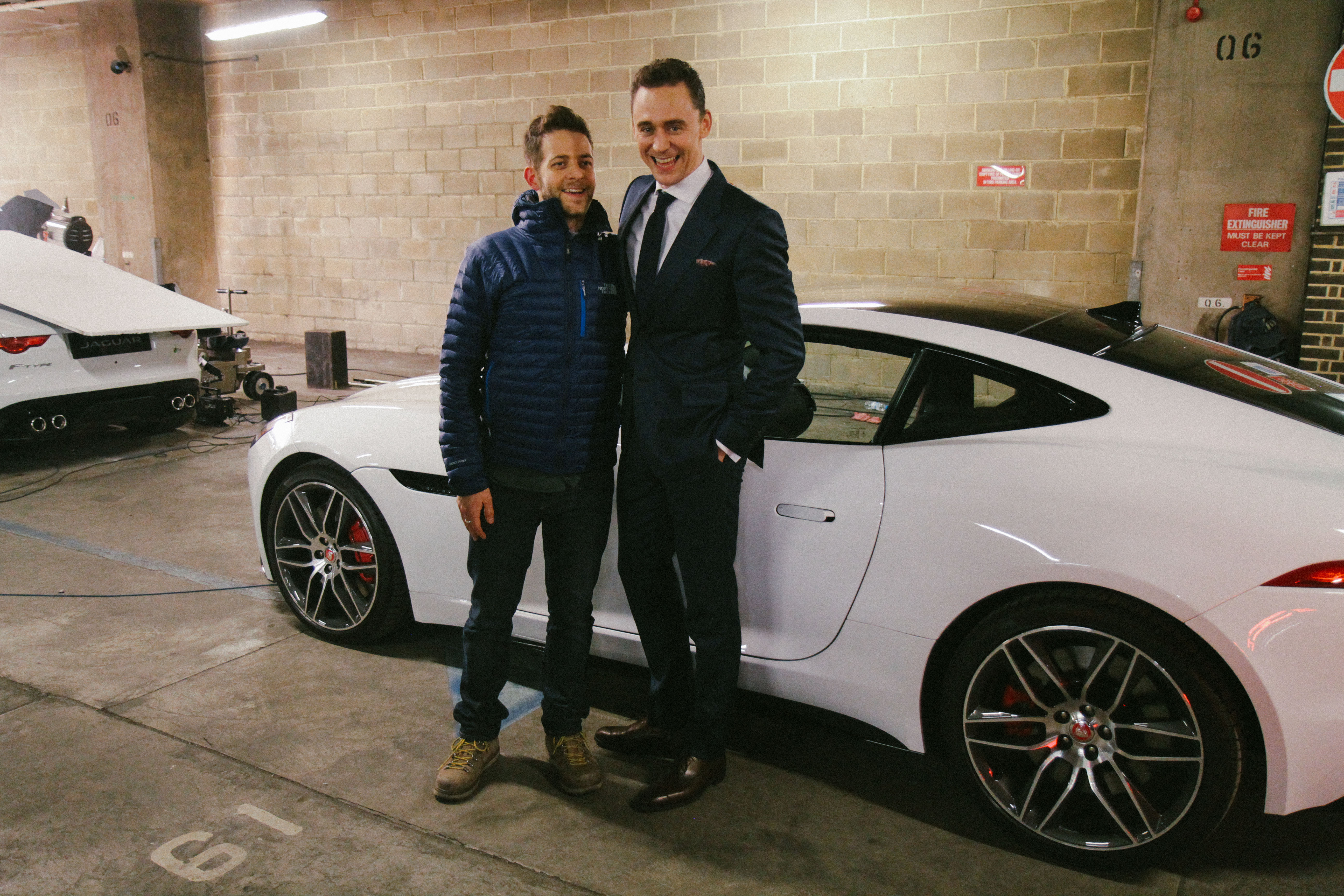
Tom Hiddleston durante as filmagens do seu anúncio para a Jaguar

Em janeiro de 2014, Tom Hiddleston tornou-se porta-voz da marca de automóveis Jaguar durante a campanha "Good to be Bad" - uma serie de anúncios com atores britânicos que faziam de vilões para promover os novos modelos de carros. O primeiro anúncio da campanha intitulado de "Rendezvous" foi transmitido no intervalo do Superbowl e contou com a participação de Mark Strong e Ben Kingsley, para além de Hiddleston.
Em abril de 2014, Hiddleston voltou a participar num anúncio da Jaguar intitulado de "The Art of Villany". O anúncio foi lançado no Youtube e promovia o F-Type. Porém, a autoridade reguladora de anúncios publicitários recebeu várias queixas relativas ao anúncio porque supostamente promovia uma "condução irresponsável". A Jaguar Land Rover disse que quando o carro saiu do estacionamento "acelerou por uns momentos", mas a polícia esteve presente no local de filmagens para garantir que o limite de velocidade não fosse ultrapassado. Apesar disso, a autoridade reguladora decidiu proibir a transmissão do anúncio.

## Trabalho para a caridade e outros
Tom Hiddleston foi uma das celebridades (as restantes incluíam Benedict Cumberbatch, Jo Brand, E. L. James e Rachel Riley) convidadas a desenhar um cartão para a instituição de caridade britânica Thomas Coram Foundation for Children. A campanha foi pensada pela marca de papelaria Stampin' Up UK e os cartões foram leiloados no eBay durante o mês de maio de 2014.
Em 2013,Tom Hiddleston participou de um projeto da UNICEF. O ator passou uma semana consumindo alimentos em pequenas quantidades, que foram comprados com pouco dinheiro, para entender e mostrar para as pessoas as dificuldades sofridas por algumas comunidades carentes da África. Tom também fez uma visita a Guiné, onde interagiu com os habitantes e criou um blog contando as experiências que vivia no local.
Em 2016 Tom se torna oficialmente embaixador da UNICEF UK organização na qual o ator tem apoiado desde o começo do ano de 2013 e vem fazendo trabalhos de grande importância para a organização. Tom Hiddleston conta em entrevistas sempre com muito orgulho da doação que seus fãs os chamados "Hiddlestoners" fizeram em sua homenagem a Unicef em 2013, Tom contou que recebeu um cheque no valor de £32.000 (R$134.000) no dia de seu aniversário como um presente de seus fervorosos fãs que os tanto admiram.
O BFI anunciou que o ator Tom Hiddleston tornou-se seu primeiro embaixador BFI oficial. Como líder para o cinema no Reino Unido, a causa caritativa da BFI é criar uma cultura cinematográfica florescente para conduzir o sucesso da indústria. O novo papel do embaixador Tom será uma causa de vida para defender filmes britânicos e o trabalho vital do BFI na construção da próxima geração de amantes de filmes talentosos e do cinema no Reino Unido.
A carreira cinematográfica de Tom é uma prova para o meio do cinema como uma forma de arte em toda a sua glória. Em paralelo ao estrelar em Hollywood grandes sucessos - incluindo Thor, Os Vingadores e Cavalo de Guerra, Tom tem sido uma influência artística empenhada no desenvolvimento do cinema britânico, trabalhando com cineastas britânicos importantes, incluindo Joanna Hogg (Arquipélago), Terence Davies (The Deep Blue Sea) e Ben Wheatley (High-Rise).
Tom Hiddleston disse:
"O cinema é uma forma de arte - uma das mais poderosas, acessíveis, democráticas e transformadoras em nossa sociedade. Ela nos permite ver o mundo ao nosso redor e as vidas dos outros. Ela desempenha um papel vital no estabelecimento de nossa identidade nacional e nos dá confiança como uma nação. O BFI cuida da coleção mais significativa do cinema e da televisão no mundo. Ele deve ser estimado e protegido, da mesma forma que nós estimamos e protegemos todas as nossas grandes coleções culturais, de arte e música, a bibliotecas e museus. A missão do BFI é garantir que nossa cultura cinematrográfica seja mantida viva, e para inspirar a próxima geração de filmes talentosos. Essa é a razão para qual o BFI existe e por isso que eu estou empenhado em ser um embaixador BFI."
Um defensor ao longo da vida do BFI, Tom vai ajudar a aumentar a conscientização sobre as principais atividades da BFI como uma instituição de caridade cultural, incluindo os seus programas de cinema, educação cinematográfica, a preservação de filmes no Arquivo Nacional BFI e liderando iniciativas BFI para construir a próxima geração de filmes talentosos como a Academia de Cinema BFI.
Tom participou do evento de gala LUMINOUS da BFI (06/10) fazendo seu primeiro discurso de embaixador e compareceu também à estreia de High-Rise no BFI London Film Festival (09/10/2015).

## Vida pessoal e trabalho fora da tela

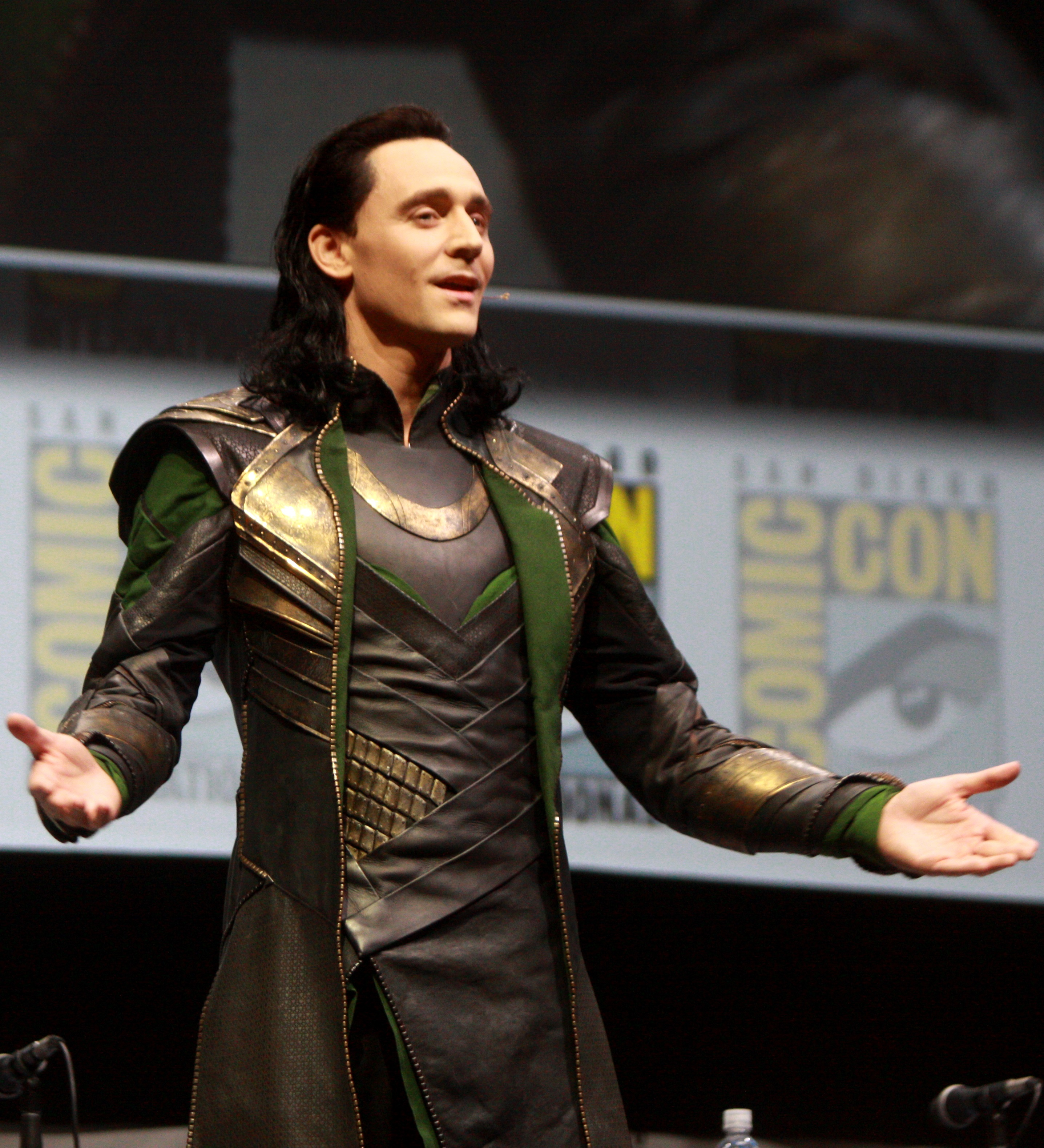
Hiddleston se vestiu como seu personagem Loki na San Diego Comic-Con em julho de 2013

Hiddleston mora na área de Belsize Park, no noroeste de Londres. Ele doou itens para leilão e apoiou várias instituições de caridade, incluindo o Small Steps Project, Starlight Children's Foundation, Cure EB, Comic Relief Red Nose Day USA, Thomas Coram Foundation for Children, Great Ormond Street Hospital, Amnistia Internacional e Chance to Shine.
Ele é um embaixador do Reino Unido do grupo de fundos de assistência humanitária e de desenvolvimento UNICEF. Ele viajou para a Guiné no início de 2013 para aumentar a conscientização sobre a fome e a desnutrição, e para o Sudão do Sul no início de 2015 e no final de 2016 para relatar os resultados da guerra civil em curso nas vidas de um grande número de crianças em todo o país. Hiddleston se identifica como feminista. Em fevereiro de 2018 ele foi nomeado como um dos doadores pelo Justice and Equality Fund, a versão britânica do movimento Time's Up. Ele também é um embaixador da campanha Iluminador BAFTA, uma ação que visa proporcionar oportunidades para aqueles que de outra forma não teriam tido uma chance na indústria do cinema, jogos e televisão.

## Filmografia

### Cinema
| Ano  | Título                            | Papel                  | Notas          |
| ---- | --------------------------------- | ---------------------- | -------------- |
| 2007 | Unrelated                         | Oakley                 |                |
| 2010 | Archipelago                       | Edward                 |                |
| 2011 | Thor                              | Loki                   |                |
| 2011 | Midnight in Paris                 | F. Scott Fitzgerald    |                |
| 2011 | The Deep Blue Sea                 | Freddie Page           |                |
| 2011 | War Horse                         | Capitão Nicholls       |                |
| 2012 | The Avengers                      | Loki                   |                |
| 2012 | Out of Time                       | James                  | Curta-metragem |
| 2012 | Friend Request Pending            | Tom                    | Curta-metragem |
| 2013 | Only Lovers Left Alive            | Adam                   |                |
| 2013 | Exhibition                        | Jamie Macmillan        |                |
| 2013 | Out of Darkness                   | Homem                  | Curta-metragem |
| 2013 | Thor: The Dark World              | Loki                   |                |
| 2014 | The Pirate Fairy                  | James                  |                |
| 2014 | Muppets Most Wanted               | O Grande Escapo        |                |
| 2015 | I Saw the Light                   | Hank Williams          |                |
| 2015 | High Rise                         | Laing                  |                |
| 2015 | Crimson Peak                      | Thomas Sharpe          |                |
| 2015 | WillShake                         | Narrador               | Curta-metragem |
| 2017 | Kong: Skull Island                | James Conrad           |                |
| 2017 | Thor: Ragnarok                    | Loki                   |                |
| 2018 | Early Man                         | Lorde Nooth            |                |
| 2018 | Avengers: Infinity War            | Loki                   |                |
| 2019 | Avengers: Endgame                 | Loki                   |                |
| 2021 | The Good, the Bart, and the Loki  | Loki                   | Curta-metragem |
| 2022 | The Simpons: Welcome to the Club  | Loki                   | Curta-metragem |
| 2023 | Ant-Man and the Wasp: Quantumania | Loki                   |                |
| 2024 | The Life of Chuck                 | Charles 'Chuck' Krantz |                |
| 2026 | Avengers: Doomsday                | Loki                   | Em produção    |

### Televisão
| Ano       | Título                                                       | Papel                              | Notas                                      |
| --------- | ------------------------------------------------------------ | ---------------------------------- | ------------------------------------------ |
| 2001      | Nicholas Nickleby                                            | Lorde                              | Telefilme                                  |
| 2001      | Conspiracy                                                   | Operador de telefone               | Telefilme                                  |
| 2001      | Armadillo                                                    | Toby Sherriffmuir                  | Episódio: "1.3"                            |
| 2002      | The Gathering Storm                                          | Randolph Churchill                 | Telefilme                                  |
| 2005      | A Waste of Shame: The Mystery of Shakespeare and His Sonnets | John Hall                          | Telefilme                                  |
| 2006-2007 | Suburban Shootout                                            | Bill Hazeldine                     | 10 episódios                               |
| 2006      | Galápagos                                                    | Charles Darwin (voz)               | Episódio: "Islands that Changed the World" |
| 2006      | Victoria Cross Heroes                                        | Capt. John 'Jack' Randle           | Episódio: "The Modern Age"                 |
| 2007      | Casualty                                                     | Chris Vaughn                       | Episódio: "The Killing Floor"              |
| 2007      | Miss Austen Regrets                                          | Sr. John Plumptre                  | Telefilme                                  |
| 2008-2010 | Wallander                                                    | Magnus Martinsson                  | 6 episódios                                |
| 2009      | Return to Cranford                                           | William Buxton                     | 3 episódios                                |
| 2009      | Darwin's Secret Notebooks                                    | Charles Darwin (voz)               | Telefilme                                  |
| 2012      | The Hollow Crown                                             | Príncipe Hal / Henry V             | 3 episódios                                |
| 2012      | Robot Chicken                                                | Narrador Seuss / Robô Assassino #1 | Episódio: "Butchered in Burbank"           |
| 2013      | Family Guy                                                   | Estátua Grifo                      | Episódio: "No Country Club for Old Men     |
| 2016      | The Night Manager                                            | Jonathan Pine                      | 6 episódios                                |
| 2016      | Trollhunters: Tales of Arcadia                               | Kanjigar                           | Episódio: "Becoming: Part 1"               |
| 2021-2023 | Loki                                                         | Loki                               | 12 episódios                               |
| 2021-2024 | What If...?                                                  | Loki                               | 5 episódios                                |
| 2022      | The Essex Serpent                                            | Will Ransome                       | 6 episódios                                |

### Video game
| Ano  | Título               | Papel |
| ---- | -------------------- | ----- |
| 2011 | Thor: God of Thunder | Loki  |

### Rádio
| Ano  | Título                            | Papel            | Rádio             |
| ---- | --------------------------------- | ---------------- | ----------------- |
| 2002 | The Trial of the Angry Brigade    | John Barker      | BBC Radio 4       |
| 2006 | Dracula                           | Jonathan Harker  | BBC World Service |
| 2006 | Another Country                   | Marc Beeby       | BBC Radio 4       |
| 2007 | Caesar III: An Empire Without End | Romulus          | BBC Radio 4       |
| 2008 | Othello                           | Cassio           | BBC Radio 3       |
| 2008 | The Leopard                       | Tancredi         | BBC Radio 3       |
| 2008 | Cyrano de Bergerac                | Christian        | BBC Radio 3       |
| 2009 | Carnival                          | Lords of Misrule | BBC Radio 3       |

## Teatro
| Ano  | Título                    | Papel                       | Local                                             |
| ---- | ------------------------- | --------------------------- | ------------------------------------------------- |
| 2005 | Yorgjin Oxo: The Man      | Yorgjin Oxo                 | Theatre503                                        |
| 2006 | The Changeling            | Alsemero                    | Cheek by Jowl/Barbican/Digressão Europeia         |
| 2007 | Cymbeline                 | Posthumus Leonatus & Cloten | Cheek by Jowl/Barbican/Digressão Europeia         |
| 2008 | Othello                   | Cassio                      | Donmar Warehouse                                  |
| 2008 | Ivanov                    | Lvov                        | Donmar Warehouse                                  |
| 2010 | The Children's Monologues | Prudence                    | Old Vic Theatre                                   |
| 2012 | The Kingdom of Earth      | Lot                         | Criterion Theatre                                 |
| 2013 | Coriolanus                | Coriolanus                  | Donmar Warehouse/Covent Garden Theatre            |
| 2017 | Hamlet                    | Hamlet                      | Jerwood Vanbrugh theatre                          |
| 2019 | Betrayal                  | Robert                      | Harold Pinter Theatre e Bernard B. Jacobs Theatre |

## Prêmios
- Ian Charleson Award (Terceiro Lugar) — Othello (2007)
- Laurence Olivier Award Melhor Novo Ator Numa Peça — Cymbeline (2008)
- Whatsonstage.com Theatregoers' Choice Award Melhor Ator Secundário Numa Peça — Othello e Ivanov (2009)
- Jameson Empire Award Revelação Masculina — Thor (2012)
- Richard Attenborough UK Regional Film Critics' Awards, Estrela em Ascensão — War Horse, Thor, The Deep Blue Sea, Midnight in Paris e Archipelago(2012)
- Glamour Award Homem do Ano (2012)
- Total Film Hotlist Award Ator Mais Bonito — The Avengers, The Deep Blue Sea, Midnight in Paris (2012)
- MTV Movie Award Melhor Luta - The Avengers (2013)
- MTV Movie Award Melhor Vilão — The Avengers (2013)
- Globo de Ouro de melhor ator em minissérie ou filme para televisão — The Night Manager (2017)